# Johannes Kühn
Johannes Kühn (ur. 19 listopada 1991 w Pasawie) – niemiecki biathlonista, medalista mistrzostw świata, mistrz Europy i sześciokrotny medalista mistrzostw świata juniorów.
Po raz pierwszy na arenie międzynarodowej pojawił się w 2010 roku, kiedy wystąpił na mistrzostwach świata juniorów w Torsby. Zdobył tam złote medale w sprincie i sztafecie oraz srebrny w biegu pościgowym. Podczas rozgrywanych rok później mistrzostw świata juniorów w Novym Měscie wywalczył srebrny medal w sprincie, a w sztafecie i biegu pościgowym był najlepszy.
W Pucharze Świata zadebiutował 13 grudnia 2012 roku w Pokljuce, zajmując 17. miejsce w sprincie. Tym samym już w swoim debiucie zdobył pierwsze pucharowe punkty. Pierwszy raz na podium zawodów tego cyklu stanął 6 grudnia 2018 roku w tej samej miejscowości, kończąc bieg indywidualny na drugiej pozycji. Rozdzielił tam na podium Francuza Martina Fourcade'a i Austriaka Simona Edera.
W lutym 2018 roku wystartował na igrzyskach olimpijskich w Pjongczangu, zajmując 58. miejsce w biegu indywidualnym. Poza tym w 2012 roku wywalczył złoty medal w sztafecie podczas mistrzostw Europy w Osrblie.

## Osiągnięcia

### Zimowe igrzyska olimpijskie
| Rok  | Miejscowość | Konkurencje | Konkurencje | Konkurencje | Konkurencje | Konkurencje | Konkurencje | Konkurencje |
| Rok  | Miejscowość | IN          | SP          | PU          | MS          | RL          | MR          | SR          |
| ---- | ----------- | ----------- | ----------- | ----------- | ----------- | ----------- | ----------- | ----------- |
| 2018 | Pjongczang  | 58.         | nd.         | nd.         | nd.         | nd.         | nd.         | nd.         |
| 2022 | Pekin       | 51.         | 33.         | 12.         | 10.         | nd.         | nd.         | nd.         |

### Mistrzostwa świata
| Rok  | Miejscowość | Konkurencje | Konkurencje | Konkurencje | Konkurencje | Konkurencje | Konkurencje | Konkurencje |
| Rok  | Miejscowość | IN          | SP          | PU          | MS          | RL          | MR          | SR          |
| ---- | ----------- | ----------- | ----------- | ----------- | ----------- | ----------- | ----------- | ----------- |
| 2019 | Östersund   | –           | 23.         | 24.         | –           | –           | –           | –           |
| 2020 | Anterselva  | 26.         | 40.         | 28.         | 10.         | –           | –           | –           |
| 2021 | Pokljuka    | 24.         | 45.         | 41.         | –           | –           | –           | –           |
| 2023 | Oberhof     | –           | 8.          | 6.          | 21.         | 5.          | –           | –           |
| 2024 | Nové Město  | 19.         | 14.         | 15.         | 14.         | 4.          | –           | –           |
| 2025 | Lenzerheide | 12.         | –           | –           | –           | 3.          | –           | –           |

### Mistrzostwa świata juniorów
| Rok  | Miejscowość | Konkurencje | Konkurencje | Konkurencje | Konkurencje | Konkurencje | Konkurencje | Konkurencje |
| Rok  | Miejscowość | IN          | SP          | PU          | MS          | RL          | MR          | SR          |
| ---- | ----------- | ----------- | ----------- | ----------- | ----------- | ----------- | ----------- | ----------- |
| 2010 | Torsby      | 6.          | 1.          | 2.          | nd.         | 1.          | nd.         | nd.         |
| 2011 | Nové Město  | nd.         | 2.          | 1.          | nd.         | 1.          | nd.         | nd.         |
| 2012 | Kontiolahti | 18.         | 4.          | 13.         | nd.         | 5.          | nd.         | nd.         |

### Mistrzostwa Europy
| Rok  | Miejscowość | Konkurencje | Konkurencje | Konkurencje | Konkurencje | Konkurencje | Konkurencje | Konkurencje |
| Rok  | Miejscowość | IN          | SP          | PU          | MS          | RL          | MR          | SR          |
| ---- | ----------- | ----------- | ----------- | ----------- | ----------- | ----------- | ----------- | ----------- |
| 2012 | Osrblie     | nd.         | 7.          | 16.         | nd.         | 1.          | nd.         | nd.         |
| 2013 | Bansko      | 16.         | 4.          | 11.         | nd.         | nd.         | nd.         | nd.         |
| 2014 | Nové Město  | nd.         | 31.         | 30.         | nd.         | nd.         | nd.         | nd.         |
| 2015 | Otepää      | 13.         | 40.         | 22.         | nd.         | 5.          | nd.         | nd.         |
| 2016 | Tiumeń      | nd.         | 49.         | 55.         | nd.         | nd.         | nd.         | –           |

### Puchar Świata

#### Miejsca w klasyfikacji generalnej
| Sezon     | Miejsce |
| --------- | ------- |
| 2012/2013 | 70.     |
| 2014/2015 | 54.     |
| 2015/2016 | 80.     |
| 2017/2018 | 28.     |
| 2018/2019 | 28.     |
| 2019/2020 | 13.     |
| 2020/2021 | 48.     |
| 2021/2022 | 11.     |
| 2022/2023 | 26.     |
| 2023/2024 | 12.     |
| 2024/2025 | 32.     |

#### Miejsca na podium w zawodach indywidualnych Pucharu Świata chronologicznie
| Lp. | Dzień       | Rok  | Miejscowość   | Konkurencja                | Lokata | Pudła   | Czas biegu | Strata  | Zwycięzca              |
| --- | ----------- | ---- | ------------- | -------------------------- | ------ | ------- | ---------- | ------- | ---------------------- |
| 1.  | 6 grudnia   | 2018 | Pokljuka      | Bieg indywidualny na 20 km | 2.     | 0+0+0+0 | 47:09,2    | +4,2    | Martin Fourcade        |
| 2.  | 10 stycznia | 2020 | Oberhof       | Sprint na 10 km            | 3.     | 0+0     | 25:27,2    | +33,0   | Martin Fourcade        |
| 3.  | 10 grudnia  | 2021 | Hochfilzen    | Sprint na 10 km            | 1.     | 0+1     | 26:05,0    | –       | –                      |
| 4.  | 5 marca     | 2022 | Kontiolahti   | Sprint na 10 km            | 3.     | 1+0     | 23:21,0    | +29,7   | Quentin Fillon Maillet |
| 5.  | 18 stycznia | 2024 | Rasen-Antholz | Bieg indywidualny na 20 km | 1.     | 0+0+0+2 | 37:28,0    | +1:44,0 | Johannes Thingnes Bø   |